# Moog Music

Moogs logo.

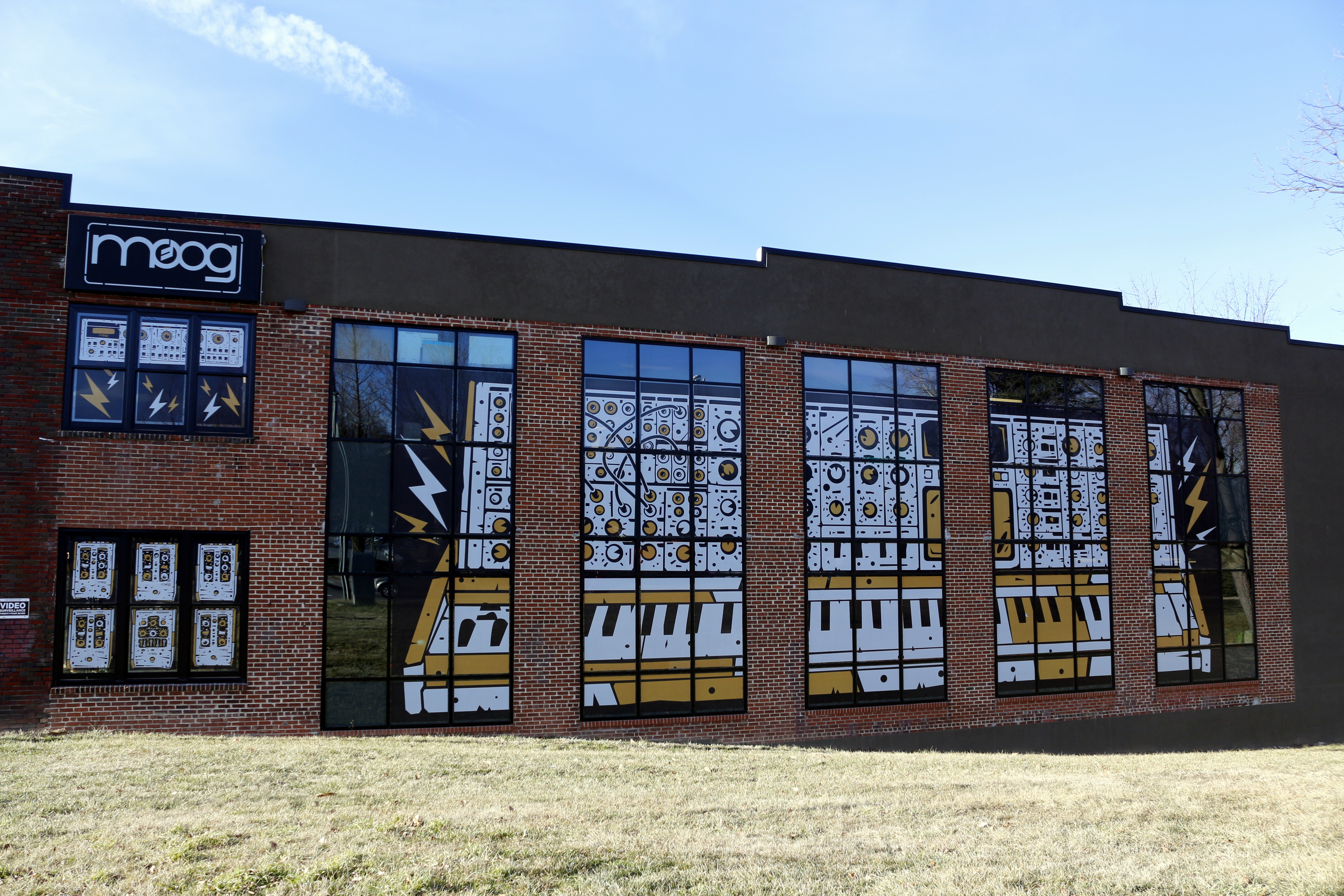
Moogs högkvarter i Asheville.

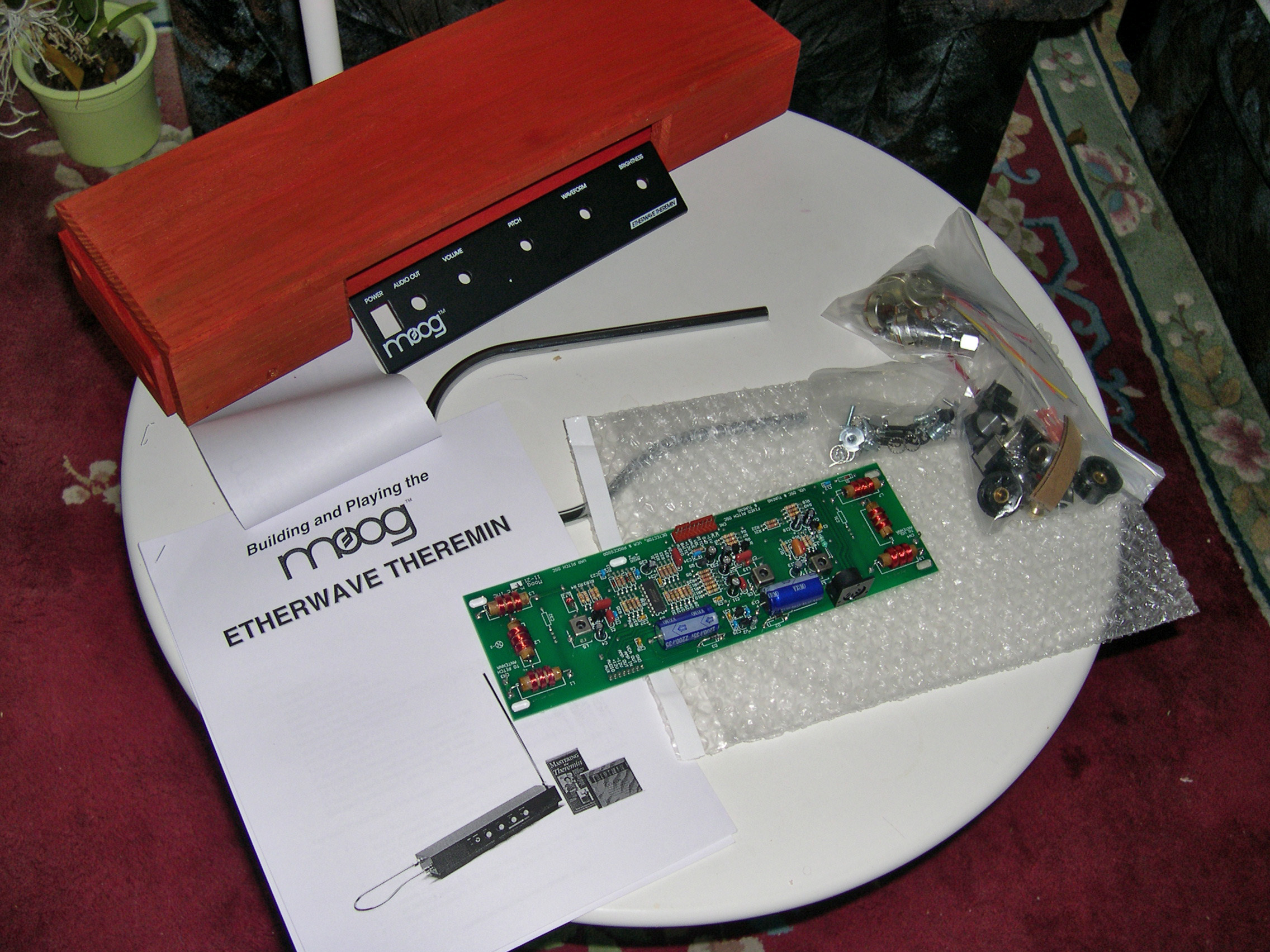
En theremin-byggsats från Moog Music.

Företaget Moog Music, Inc. (uttalas med diftong, som i load) hette fram till 1971 början R. A. Moog Co. och grundades i slutet på 1950-talet av Robert Moog. 
Företaget såldes 1973 till Norlin Music och bytte sedan ägare ett antal gånger innan det år 1983 ansökte om konkurs.
I början byggde företaget thereminer men gick sedan över till att även göra egna konstruktioner. Efter en handfull års utveckling och försäljning av modularsystem lanserades år 1970 den mer kompakta synten Minimoog, som kom att bli en milstolpe som mer eller mindre satte standarden för hur de flesta senare syntar konstruerades.
1977 slutade Robert Moog och startade sedan 1978 sitt eget företag Big Briar, Inc. som år 2001 återtog Moog Music, Inc.
År 2002 lanserade nygamla Moog Music den nygamla synten Minimoog Voyager och 2006 släpptes Little Phatty, en enklare synt som var Robert Moogs sista projekt innan han gick bort 2005. Företaget och produktutvecklingen fortsätter dock trots grundarens bortgång, exempelvis släpptes Moog Guitar under 2008.
Moog Music har även tillverkat en rad effektpedaler under namnet Moogerfooger, delvis baserade på filter och komponenter från analogsyntarna.

## Urval av produkter
- Moog Modular System
- Minimoog
- Sonic 6
- Satellite
- Micromoog
- Taurus
- Polymoog
- Multimoog
- Polymoog Keyboard
- Moog Vocoder
- Liberation
- Opus 3
- Prodigy
- Rogue
- Taurus II
- The Source
- Memorymoog
- Song Producer
- Etherwave Theremin
- Minimoog Voyager
- PianoBar
- Little Phatty
- Moogerfooger Lowpass Filter
- Moogerfooger Ring Modulator
- Moogerfooger 12-Stage Phaser
- Moogerfooger Analog Delay
- Moogerfooger MuRF
- Moogerfooger Bass MuRF
- Moog Guitar